# Зедеа
Зедеа (вірм. Զեդեա) — село в марзі Вайоц-Дзор, на півдні Вірменії. Село розташоване за 6 км на захід від міста Вайк та за 13 км на південний схід від міста Єхегнадзор.